# Cyphophthalmus paradoxus
Espèce
Synonymes
- Tranteeva paradoxa Kratochvíl, 1958

Cyphophthalmus paradoxus est une espèce d'opilions cyphophthalmes de la famille des Sironidae.

## Distribution
Cette espèce est endémique de Bulgarie. Elle se rencontre dans des grottes du Grand Balkan.

## Description
Le mâle holotype mesure 2,06 mm.

## Systématique et taxinomie
Cette espèce a été décrite sous le protonyme Tranteeva paradoxa par Kratochvíl en 1958. Elle est placée dans le genre Cyphophthalmus par Karaman en 2009.

## Publication originale
- Kratochvíl, 1958 : « Jeskynní sekáči Bulharska (Cyphophthalmi a Laniatores). » Práce Brněnské základny Československé akademie věd, vol. 30, no , p. 372–396.